# فيليبي سانتانا
فيليب أوغوستو سانتانا (بالبرتغالية: Felipe Augusto Santana‏) (مواليد 17 مارس 1986 في ريو كلارو - البرازيل) لاعب كرة قدم برازيلي يلعب حاليا لصالح نادي الدرجة الأولى شالكه 04 الألماني منذ 2013 في مركز قلب الدفاع .

## روابط خارجية
- فيليبي سانتانا على موقع الاتحاد الأوربي (الإنجليزية)
- فيليبي سانتانا على موقع قاعدة بيانات كرة القدم.إي يو (الإنجليزية)
- فيليبي سانتانا على موقع بيانات كرة القدم. دي إي (الألمانية)
- فيليبي سانتانا على موقع Soccerway.com (الإنجليزية)
- فيليبي سانتانا على موقع عالم كرة القدم.نت (الإنجليزية)
- فيليبي سانتانا على موقع كووورة
- فيليبي سانتانا على موقع AS.com (الإسبانية)